# Top Licence
Top Licence est un éditeur de jeux de société basé en Belgique, surtout connu pour son édition en version française de Tigre & Euphrate. Il distribue également de nombreux jeux de tous types en version française, anglaise, néerlandaise ou allemande.

## Quelques jeux édités
- Tigre & Euphrate (VF), 1997, Reiner Knizia, Deutscher Spiele Preis  1998